# 熱帶風暴木蘭 (2022年)
熱帶風暴木蘭（英語：Tropical Storm Mulan，國際編號：2207）是2022年太平洋颱風季第7個被命名的風暴。「木蘭」一名由中國大陸提供，即木蘭花 ，一種原產於中國的花。此名字第一次使用，取代2016年重創菲律賓及中國的颱風海馬。

## 發展過程
8月4日，一個熱帶擾動在菲律賓薩馬島北北東方海域生成，美國海軍研究實驗室給予擾動編號97W。
8月6日上午9時，聯合颱風警報中心將其評級提升為「中」。
8月8日下午2時，日本氣象廳將其升格為熱帶低氣壓，並對其發布烈風警報。同時，台灣中央氣象局將其升格為熱帶性低氣壓，給予編號TD09；中國國家氣象局亦將其升格為熱帶低氣壓。下午5時，澳門地球物理暨氣象局將其升格為熱帶低氣壓。晚上9時，聯合颱風警報中心將其評級提升為「高」，並對其發布熱帶氣旋形成警報。
8月9日凌晨2時，香港天文台將其升格為熱帶低氣壓。上午8時，中國國家氣象局率先將其升格為熱帶風暴。上午11時，澳門氣象局將其升格為熱帶風暴。下午2時，日本氣象廳將其升格為熱帶風暴，給予其國際編號2207，並命名「木蘭」。同時，台灣中央氣象局將其升格為輕度颱風；香港天文台亦將其升格為熱帶風暴。
8月10日上午10時50分左右，中國國家氣象局表示木蘭於廣東省湛江市徐聞縣沿海登陸。晚上9時，聯合颱風警報中心取消對其發布熱帶氣旋形成警報，並將其評級降為「中」。
8月11日凌晨4時30分左右，中國國家氣象局木蘭於越南東北部沿海再次登陸。上午8時，日本氣象廳將其降格為熱帶低氣壓。晚上8時，日本氣象廳在天氣圖上移除該系統。值得一提的是，聯合颱風警報中心由始至終都不承認木蘭為一熱帶氣旋，而視之為一季風低壓。

### 事後調整
香港天文台在10月26日發布的熱帶氣旋報告中，把木蘭的強度由每小時75公里，向下修訂為每小時65公里。
日本氣象廳在11月16日發表的事後報告中，將木蘭的氣壓下調至994百帕。

## 影響

### 澳門
- 當地發出之最高熱帶氣旋警告信號： 八號東南風球
- 當地發出之最高風暴潮警告：黃色風暴潮警告
- 最接近當地時間：2022年8月10日上午10時至11時
- 最接近當地位置：澳門之西南約350公里

地球物理暨氣象局於8月8日晚上7時發出一號風球，當時「木蘭」集結在澳門之西南偏南約760公里，預計8月9日日間發出三號風球可能性為較高，同時在8月9日晚間發出八號風球可能性為中等，並預計一號風球維持至8月9日清晨。
8月9日上午10時45分，氣象局宣佈將在上午11時30分改發三號風球，發出八號風球機會維持中等，同時預計下午1時至3時發出藍色風暴潮警告可能性為較高，而黃色風暴潮警告可能性為較低至中等。 上午11時30分，氣象局正式改發三號風球，並預料將在日間維持，當時「木蘭」位於澳門以南約630公里處。 下午2時，氣象局發出藍色風暴潮警告，同時將發出八號風球可能性為中等至較高。 下午5時，氣象局預料三號風球將在晚上9時前維持，並同時將風暴潮警告由藍色升級為黃色，指由於未來數日正值天文大潮，在疊加風暴潮及持續降雨影響下，8月10至11日的清晨至早上內港及低窪地區會出現水浸，8月10日上午最高水浸高度將達0.5至1米。氣象局表示由於「木蘭」正逐漸增強，同時「木蘭」或採取較偏北路徑更接近澳門，屆時風力將可能達至八號風球風力下限，因此當局將視乎「木蘭」的發展及本地的風力變化，在晚間至凌晨考慮是否需要發出八號風球。 晚上8時，氣象局預料三號風球將維持至午夜前；其後在晚上11時表示三號風球維持至8月11日凌晨4時前。
8月10日上午3時45分，氣象局宣布將於上午7時改發八號東南風球。由於「木蘭」正逐漸增強，並於當日早上最接近澳門，屆時風力將可能達至八號風球風力下限。上午7時，氣象局正式改發八號東南風球，預計將在上午時間維持，當時「木蘭」集結在本澳之西南約400公里；民防行動中心宣佈，自上午7時起澳門進入即時預防狀態。。上午10時，氣象局取消所有風暴潮警告。上午11時50分，氣象局宣佈將於下午1時改發三號風球。下午1時，氣象局正式改發三號風球，並預料將維持一段時間，當時「木蘭」集結在本澳西南偏西約430公里；民防行動中心亦宣佈自下午1時起終止即時預防狀態。 下午5時，氣象局表示預料三號風球將在晚間維持；晚上8時，氣象局考慮在未來數小時內取消所有熱帶氣旋警告信號。 接近午夜起，澳門受“木蘭”外圍雨帶影響，廣泛地區下起大雨，氣象局於晚上11時55分發出黃色暴雨警告信號。
8月11日凌晨12時30分，氣象局宣布取消所有熱帶氣旋警告信號，當時「木蘭」集結在本澳西南偏西約530公里。“木蘭”雨帶不斷影響澳門，氣象局於凌晨1時35分改發紅色暴雨警告信號直至凌晨3時取消。當天上午，澳門再受“木蘭”外圍雨帶影響，氣象局於上午10時58分至上午11時40分一度發出黃色暴雨警告信號。
地球物理暨氣象局表示，在“木蘭”影響澳門期間，友誼大橋的10分鐘平均風速曾錄得八號風球的風力下限，屬於弱八號風球。當局稱，“木蘭”是由季風低壓發展而成的熱帶氣旋，雖然強度有所增強，但其結構較鬆散，風力分佈亦有別於一般熱帶氣旋，其中心風力較弱，最大風力位於其外圍，珠江口正好位於“木蘭”外圍東北側的 7-8級風區域邊緣。另外，八號風球生效期間，澳門各區普遍錄得超過 30毫米累積雨量。氣象局稱，由於近日正值天文大潮影響，預期疊加風暴潮及大雨影響，最終，因風暴潮與天文潮略為錯峰，8月10日上午至中午內港南一帶曾出現最高約0.15米水浸。

### 香港
當地發出之最高熱帶氣旋警告信號： 三號強風信號
香港天文台在8月9日上午3時40分發出一號戒備信號，當時木蘭集結在香港之西南偏南約660公里，並表示一號戒備信號會在當日上午10時前維持，隨後會視乎香港風力變化考慮發出三號信號。受木蘭的外圍雨帶影響，香港早上有狂風驟雨及雷暴，雨勢有時頗大，離岸及高地吹強風。天文台預計當日稍後香港普遍風勢會進一步增強，於是在早上7時45分表示會視乎香地風力變化，在當日上午10時至下午1時之間考慮發出三號信號。隨後天文台在上午11時25分發出三號強風信號，當時木蘭集結在香港之西南偏南約580公里，並表示三號信號會最少維持至當日下午6時，而隨後會否發出更高信號，則要視乎本蘭的強度變化及香港風力變化。當日下午香港普遍吹強風，並受驟雨影響有猛烈陣風，離岸海域及高地風力間中達烈風程度。天文台在下午4時45分表示，由於木蘭中心附近的烈風範圍較小，當時距離廣東沿岸仍較遠，除非木蘭顯著增強，或採取更為接近本港的路徑，否則三號信號會在晚上10時前維持；並會密切留意木蘭的發展及動向，評估是否需要發出更高信號。天文台在晚上8時45分表示，除非木蘭顯著增強，或香港風力有明顯上升趨勢，否則三號信號會在翌日凌晨2時前維持，並指出翌日（8月10日）正值天文大潮，木蘭引起的風暴潮有可能在翌日早上導致低窪地區水浸，市民請儘早做好防風防水浸措施。天文台再於晚上11時45分及10日凌晨4時45分把三號信號的維持時間分別延長至10日早上6時前及中午12時前。
8月10日早上，香港繼續普遍吹強風，離岸海域及高地間中吹烈風。天文台在上午9時45分表示，三號信號會最少維持至下午3時，當香港風力有跡象減弱時，天文台會改發一號信號。天文台在上午11時45分表示，三號信號最少維持至下午6時。隨著香港風勢有所緩和，天文台在下午4時45分表示，會在傍晚6時至晚上9時考慮改發一號信號或取消所有熱帶氣旋警告信號。最終，天文台在下午6時20分直接取消所有熱帶氣旋警告信號，當時木蘭集結在香港之西南偏西約540公里。
木蘭吹襲期間，天文台測風網絡8個參考自動氣象站有3個錄得強風，其中1個更錄得烈風，三號信號只欠1站便達標。啟德以些微之差，未能錄得強風。長洲、機場及西貢錄得最高10分鐘平均風速為每小時78、50及46公里。8月10日凌晨，觀塘和柴灣分別有樹木倒塌，在觀塘協和街與翠屏道交界，一棵高約6米的樹於凌晨1時許倒塌，橫躺在行車線；凌晨2時許，柴灣常達街一棵大樹懷疑被強風吹倒，折斷的樹幹壓中停泊在路邊車場的五部私家小巴，消防及警方到場處理。此外，一鐵枝於下午3時在茶果嶺村從天而降，擊中3名在地面工作的工人，其中2人重傷昏迷，另一人受傷被困。

### 中國大陸
中央氣象台發布之最高颱風預警信號： 颱風黃色預警信號

#### 海南省
海南省氣象台發布之最高颱風預警信號： 颱風黃色預警信號
根据气象台预报，木蘭在8月9-10日对海南省有较大风雨影响。受此影响，台风带来的海上大风天气将造成琼州海峡停航，且海南省正值2019冠状病毒病本土聚集性疫情期间，对防疫物资、生活物资的调运、储备、供应造一定影响。其次，风雨天气将影响户外防控工作的顺利开展，加大核酸采样、道路临时管控工作的难度。海南省气象局副局长蔡亲波表示，在做好疫情防护的同时，相关单位应当加强对隐患点的安全排查和处置。海南省应急管理厅副厅长、省三防办副主任陈武表示，海南已经结合基层疫情防控工作进行防台准备，全省生活物资供应、储备充足，物价基本稳定。

#### 廣東省
廣東省氣象台發布之最高颱風預警信號： 颱風黃色預警信號

##### 湛江市
湛江市氣象局發佈之最高颱風信號： 颱風黃色預警信號
受「木蘭」的雨帶影响，湛江市區在8月10日出現大雨，有市民需在街上涉水而行，當地氣象台曾因而發出大雨橙色預警，并預計當地在8月10日至11日將出現有一次大雨到暴雨程度的降水过程，累计雨量約為60至100毫米，局部地区则约為120至150毫米。

#### 广西壯族自治区
廣西氣象台發布之最高颱風預警信號： 颱風藍色預警信號
广西气象台于8月10日早上發出台风藍色预警訊號，表示在未来24小时，北海、钦州、防城港、玉林、梧州、贵港、来宾、南宁、崇左、贺州等市的部分地区將出現大雨到暴雨、局地大暴雨并伴有短时雷暴大风等强对流天气。
由於此前受熱浪影响，省会南宁市曾出現旱情及高溫天氣；當「木蘭」登陸广东後，台风环流带来的降水亦令當地的日間氣溫由8月9日約攝氏35度 ，下降至8月10日約攝氏25度。
為缓解旱情，南宁市邕宁区气象局亦曾於8月10日利用台风外围环流云系过境的时机，而施行人工降雨天气作业。

## 熱帶氣旋警告使用紀錄

### 澳門
| 地球物理暨氣象局 熱帶氣旋信號 | 地球物理暨氣象局 熱帶氣旋信號 | 地球物理暨氣象局 熱帶氣旋信號 |
| ----------------------------- | ----------------------------- | ----------------------------- |
| 上一熱帶氣旋                  | 一號風球                      | 下一熱帶氣旋                  |
| 熱帶低氣壓                    | 一號風球                      | 颱風馬鞍                      |
| 颱風暹芭                      | 三號風球                      | 颱風馬鞍                      |
| 颱風暹芭                      | 八號東南風球                  | 颱風馬鞍                      |
| 颱風暹芭                      | 八號風球                      | 颱風馬鞍                      |

| 上一次 原因：2019冠狀病毒病聚集性疫情（6-7月） （2022年6月19日至8月2日） | 澳門即時預防狀態 2022-08-10 07:00－2022-08-10 13:00 | 下一次 原因：颱風馬鞍 （2022年8月24日至25日） |

### 香港
| 香港天文台 熱帶氣旋警告信號 | 香港天文台 熱帶氣旋警告信號 | 香港天文台 熱帶氣旋警告信號 |
| --------------------------- | --------------------------- | --------------------------- |
| 上一熱帶氣旋                | 一號戒備信號                | 下一熱帶氣旋                |
| 熱帶低氣壓                  | 一號戒備信號                | 颱風馬鞍                    |
| 颱風暹芭                    | 三號強風信號                | 颱風馬鞍                    |

### 中國大陸
| 国家气象中心 颱風預警信號 | 国家气象中心 颱風預警信號 | 国家气象中心 颱風預警信號 |
| ------------------------- | ------------------------- | ------------------------- |
| 上一熱帶氣旋              | 颱風藍色預警信號          | 下一熱帶氣旋              |
| 熱帶風暴桑達 熱帶風暴翠絲 | 颱風藍色預警信號          | 強熱帶風暴馬鞍            |
| 颱風暹芭                  | 颱風黃色預警信號          | 強熱帶風暴馬鞍            |

## 外部連結
| 太平洋颱風季             |
| 主題頁 - 專題 - 編輯指南 |

- （日語）日本氣象廳首頁 （页面存档备份，存于）
- （英文）聯合颱風警報中心首頁 （页面存档备份，存于）
- （简体中文）中國國家氣象中心首頁 （页面存档备份，存于）
- （繁體中文）臺灣中央氣象局首頁 （页面存档备份，存于）
- （繁體中文）香港天文台首頁 （页面存档备份，存于）
- （繁體中文）澳門地球物理暨氣象局首頁 （页面存档备份，存于）
- （英文）菲律賓大氣地球物理和天文管理局 惡劣天氣公告 （页面存档备份，存于）
- （泰文）泰國氣象局首頁 （页面存档备份，存于）